# Eutypa lata
Eutypa lata (Pers.) Tul. & C. Tul. – gatunek grzybów z rodziny Diatrypaceae.

## Systematyka i nazewnictwo
Pozycja w klasyfikacji według Index Fungorum: Eutypa, Diatrypaceae, Xylariales, Xylariomycetidae, Sordariomycetes, Pezizomycotina, Ascomycota, Fungi.
Po raz pierwszy takson ten zdiagnozował w 1796 roku Christiaan Hendrik Persoon nadając mu nazwę Sphaeria lata. Obecną, uznaną przez Index Fungorum nazwę nadali mu w 1863 roku Louis René Tulasne i Charles Tulasne.
Ma 59 synonimów. Są nimi wszystkie odmiany i formy, a także wiele gatunków. M.in. są to:
- Cytosporina ribis Magnus 1903
- Phomopsis ribis (Magnus) Grove ex E.K. Cash 1972
- Valsa lata (Pers.) Nitschke 1867

## Morfologia
Początkowo Eutypa lata rozwija się wewnątrz tkanek drzewa jako endofit. Widoczny staje się dopiero podczas tworzenia podkładek.
Anamorfa
Podobna do Libertella. W naturze nie obserwowana, znana tylko z hodowli.
Teleomorfa
Znajduje się w rozproszonych podkładkach na drewnie lub korze. W drewnie powoduje podniesienie powierzchni, tworząc czarne, niskie i wypukłe podkładki. Przez korę podkładki przebijają się rozrywając ją. Ostiole widoczne, o średnicy 120–180 µm i wysokości 50–150 µm, kuliste lub stożkowe, całe lub bruzdowane, nigdy w kształcie krzyża. Owocniki typu perytecjum o średnicy (300–) 400–600 (–700) µm, kuliste lub jajowate, z krótką szyjką. Tworzą pojedynczą warstwę, są blisko siebie i czasami zniekształcone z powodu kontaktu z innymi perytecjami. W perytecjach bardzo cienkościenne i zwężające się wstawki, często rozpływająca się w momencie dojrzewania. Worki 8-zarodnikowe o wymiarach (30–) 40–60 × 5–7 µm (część zawierająca zarodniki, z długą, zwężającą się szyjką o długości 70–120 µm i z małym pierścieniem wierzchołkowym). Askospory (6,2–) 8–11 × 1,5–2,2 µm, kiełbaskowate, bezseptowe, bladożółte, cienkościenne i gładkościenne, bez galaretowatej otoczki.

## Występowanie i siedlisko
Najwięcej stanowisk podano w Ameryce Północnej i Europie, poza tym gatunek notowany jest w Maroku, na Półwyspie Indyjskim, w Australii i na Nowej Zelandii. W Polsce jest częsty.
Saprotrof, grzyb nadrzewny występujący na martwych lub obumierających pniach i gałęziach różnych gatunków drzew. W Polsce notowany na pozbawionym kory drewnie lub korze klonów (Acer sp.), brzóz (Betula sp.), wiciokrzewu pospolitego (Lonicera xylosteum), śliwie tarninie (Prunus spinosa), dębu szypułkowego (Quercus robur) i robinii akacjowej (Robinia pesudoacacia). Występuje także na kilkudziesięciu innych gatunkach drzew i krzewów.

## Eutypa latajako pasożyt
Jest saprotrofem rozkładającym martwe drewno, ale ostatnie badania wykazały, że jest również pasożytem powodującym zamieranie pędów wielu roślin sadowniczych, szczególnie winorośli i moreli. U moreli powoduje gumozę. Podatne na Eutypa lata są także dęby i topole. U winorośli powoduje chorobę zwaną zamieraniem pędów winorośli. Chorobę tę może powodować także Botryosphaeria, ale Eutype lata jest głównym jej sprawcą. Choroba prowadzi do stopniowego zmniejszania się plonu, a ostatecznie do obumarcia porażonej rośliny. Jest szczególnie dotkliwa dla winorośli uprawianych w chłodnym klimacie. Wydzielana przez Eutype lata mykotoksyna zaburza i hamuje wzrost pędu i pączków.